# Adam Niżnik
Adam Niżnik (* 7. Oktober 2002 in Zakopane) ist ein polnischer Skispringer.

## Werdegang
Niżnik nimmt seit dem Sommer 2018 am FIS Cup teil und erreichte dort bisher dreimal das Podium. 2019 ging der damals 16-Jährige als Mitglied der polnischen Mannschaft bei der Junioren-WM an den Start. 2020 und 2022 sprang er bei diesem Wettbewerb ebenfalls für die Herren- sowie die Mixed-Teams und 2020 auch im Einzel. Seine beste Platzierung gelang ihm 2022 mit dem fünften Rang als Teil der Herrenmannschaft. Bei den Olympischen Jugend-Winterspielen 2020 wurde Niżnik Neunter. Er ist außerdem zweifacher Medaillensieger bei Mannschaftswettbewerben im Rahmen nationaler Sommermeisterschaften.
Am 16. März 2019 gab der Pole in Zakopane sein Continental-Cup-Debüt. Wettkampfpunkte errang er erstmals im darauf folgenden August in Wisła. Bei seinem bisher einzigen Grand-Prix-Einsatz in Courchevel am 7. August 2022 erreichte Niżnik ebenfalls die Punkteränge.
Seit der Saison 2019/20 gehört er zur Jugendauswahl des Weltcup-Teams, konnte sich bisher aber noch nie für ein Springen qualifizieren.
Er ist der Bruder der Skirennläuferin Ania Niżnik.

## Statistik

### Grand-Prix-Platzierungen
| Saison | Platz | Punkte |
| ------ | ----- | ------ |
| 2022   | 069.  | 008    |

### Continental-Cup-Platzierungen
| Saison  | Platz | Punkte |
| ------- | ----- | ------ |
| 2019/20 | 101.  | 043    |
| 2021/22 | 110.  | 027    |
| 2022/23 | 082.  | 036    |
| 2024/25 | 077.  | 033    |

### FIS-Cup-Platzierungen
| Saison  | Platz | Punkte |
| ------- | ----- | ------ |
| 2018/19 | 045.  | 095    |
| 2019/20 | 004.  | 509    |
| 2020/21 | 090.  | 025    |
| 2021/22 | 025.  | 188    |
| 2022/23 | 022.  | 202    |
| 2023/24 | 009.  | 356    |
| 2024/25 | 044.  | 115    |